# Stevensia aculeolata
Stevensia aculeolata är en måreväxtart som beskrevs av Brother Alain. Stevensia aculeolata ingår i släktet Stevensia och familjen måreväxter. Inga underarter finns listade i Catalogue of Life.